# エドアルド・サングイネーティ

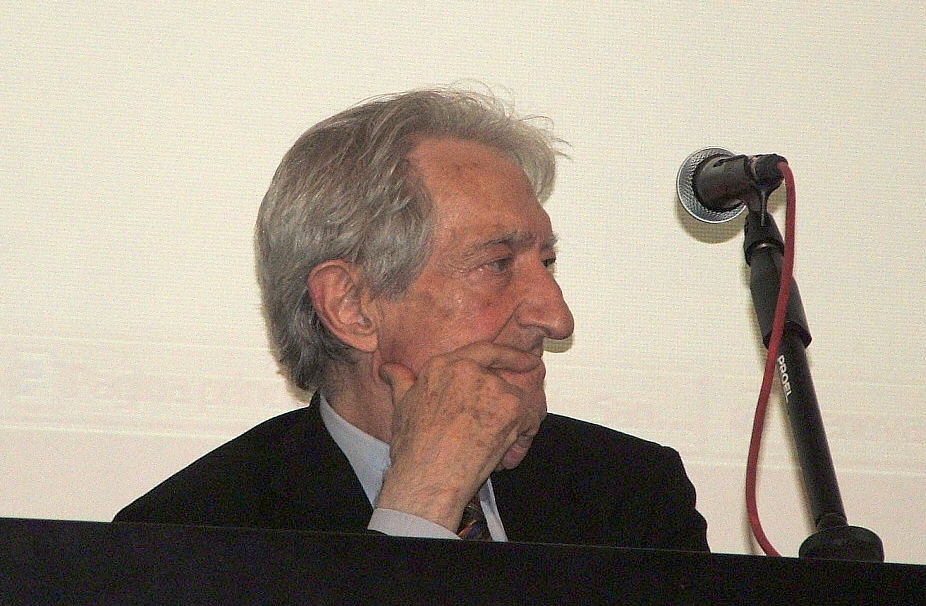
エドアルド・サングイネーティ

エドアルド・サングイネーティ（Edoardo Sanguineti, 1930年12月9日 - 2010年5月18日）は、ジェノヴァ生まれのイタリアの詩人、小説家、劇作家、評論家、翻訳家。元ジェノヴァ大学教授（2000年退官）。姓はサンギネッティ、サングイネッティ、サングィネーティと表記されることもある。

## 人物概要
イタリア戦後文学に大きな位置を占めた「新前衛派」の主導的人物。ウンベルト・エーコらと共に63年グループに参加した。また1960年代から、作曲家ルチアーノ・ベリオら多数の作曲家たちと度々共同制作を行った。
現在までに日本語訳された作品に、どこから読みはじめてもよい111の断章から成る小説『イタリア綺想曲』（集英社「世界の文学」27所収、河島英昭訳、1977年）がある。また彼がベリオに提供したテクストに、『パッサッジョ』（1961年 - 1962年）、『展覧会』（1963年）、『ラボリントゥスII』（1965年）、『アーロンネ』（1975年）、『最新約の書』（1986年）などがある。
2000年、ストルガ詩の夕べ金冠賞を受賞。
2010年5月18日、イタリア・ジェノヴァの病院で亡くなった。79歳没。